# Mila, a szupersztár
A Mila, a szupersztár, vagy más címen az Attack No. 1 (japán eredeti címén: アタック No. 1) népszerű mangasorozat volt Japánban, ami az első televízió által sugárzott női főszereplős, sport témájú animesorozattá nőtte ki magát.
A történet Urano Csikako 1969-es röplabda témával foglalkozó mangájának adaptálása. A képregényt annak idején a Weekly Maragaret Magazine közölte le folytatásokban ugyanezen cím alatt.
Nagy sikerrel terjesztették Európában a német változatot "Mila Superstar" címmel. A főszereplő keresztnevének változásáért az 1984-es Attacker You!, szintén labdajátékkal foglalkozó anime és manga sorozat olasz fordítása volt a felelős, aminek szőke főszereplőnőjét, Ju Hazukit átnevezték Milára.
Közvetlen folytatását is manga formában adták közre, ez volt a rövid életű Shin Attack No.1 (New Attack No.1) 1976-ban. A folytatást később újrarajzolták 2004 és 2005 között új stílusban Kanon Ozava közreműködésével.

## Történet
A cselekmény a címszereplő 12 éves Mila Ajuhara (vagy Kozue Ajuhara) történetét helyezi a középpontba, aki a Fujimi Junior Highschool-ba érkezik, mint új diák.

### Szereplők
- Kozue Ayuhara (鮎原こずえ?) (Más néven Mila) Középiskolás lány és lelkes röplabda játékos. Az álma, hogy játsszon a japán nemzeti röplabdacsapatban. A sorozat főszereplője, lépésenként követi az iskolakörzet-ligából a japán röplabdadöntőkön át a nemzetközi röplabdabajnokságig. A lány míg egyre feljebb jut kénytelen szembesülni a siker sötét oldalával: túl magas elvárások, önteltség és irigység. Magyar szinkronhangja Mics Ildikó.
- Midori Hayakawa (早川みどり?), kezdetben Mila vetélytársa, akivel a későbbiekben közeli barátságba kerülnek. Magyar szinkronhangja Roatis Andrea.
- Cutomu Icsinosze egy rámen üzlet tulajdonosának a fia, Mila másodunokatestvére, akit barátként támogat. Magyar szinkronhangja Seszták Szabolcs.
- Mr. Hongo, a Fujimi Junior Highschool röplabdacsapatának fiatal edzője. Lányainak kemény tréninget diktál és tevékenyen hozzájárul a barátság születéséhez Midori és Ajuhara között. Magyar szinkronhangja Albert Gábor.
- Daigo Inokuma a nemzetközi csapat edzője, aki fiatalkorában a neki diktált kemény tréning miatt elvesztette jobb kezét. Erőszakos módszereiért ördögnek hívják a szakmában. Valójában Michiru bátyja.
- Micsiru Szandzsu, a nemzetközi válogatott egy tagja, aki Mila árnyékában próbál tenni azért, hogy a csapat kapitánya legyen. Daigo Inokuma húga.
- Josiko Kakinucsi a Fukuoka csapat kapitánya, az egyik legtehetségesebb játékos, aki a sorozatban szerepel.

További magyar hangok: Bessenyei Emma, Bognár Tamás, Németh Kriszta, Orosz István, Uri István, Varga T. József

## Médiamegjelenések

### Anime
- Rendezők:Fumio Kurokawa, Eiji Okabe
- Karakterdesign:Jun Ikeda
- Animátor:Shingo Araki

### DVD
Az anime digitálisan felújított változata 2003-ból.

### Filmek
1970-től 1971-ig 4 darab, a sorozaton alapuló anime filmet forgatott a Toho Co., Ltd; rendezőjük Eiji Okabe.
| Japán cím                      | Angol cím                      | Dátum            | Hossz   |
| ------------------------------ | ------------------------------ | ---------------- | ------- |
| アタック No.１                 | Attack No.1 the movie          | 1970 március 21  | 63 perc |
| アタック No.１涙の回転レシーブ | Attack No.1 Revolution         | 1970 augusztus 1 | 60 perc |
| アタック No.１涙の世界選手権   | Attack No.1 World Championship | 1970 december 19 | 63 perc |
| アタック No.１涙の不死鳥       | Attack No.1 Immortal Bird      | 1971 március 17  | 50 perc |

### Élőszereplős film
2005-ben egy filmet készítettek amit a TV Asahi sugározott, főszerepben egy híres japán énekesnővel, aki Ayuharat játszotta. A történet sokban hasonlít az eredetihez, de van pár apróbb eltérés. Például itt a kezdetben Midori volt a jobb játékos és halálosan szerelmes Tsutomu-ba.

## Fogadtatás
Gyakorlatilag ez a sorozat volt a felelős a sódzso „robbanásáért” 1960-ban és utána. A sikernek számtalan követője támadt, amik különböző sportok felé mozdították el a fókuszt.

## Érdekességek
Az anime 97. részében feltűnik a magyar női röplabda-válogatott, ahol a kenyai válogatottal játszik egy alternatív 1970-es röplabda-világbajnokságon.